# Foleștii de Sus
Foleștii de Sus – wieś w Rumunii, w okręgu Vâlcea, w gminie Tomșani. W 2011 roku liczyła 636 mieszkańców.